# Segundo Concílio de Toledo
O Segundo Concílio de Toledo foi realizado pelos bispos do Reino Visigótico em sua capital, Toleto, no ano de 527, sob a liderança do bispo local Montano (Montà). O principal tema em discussão era o arianismo.